# Aurelio
Aurelio är Roms trettonde quartiere och har beteckningen Q. XIII. Namnet Aurelio kommer av Via Aurelia.

## Kyrkobyggnader
- Santa Maria delle Grazie alle Fornaci
- San Pio V
- Santa Maria del Riposo
- Santa Maria della Visitazione all'Aurelio
- Cappella dell'Ospizio Santa Margherita di Savoia
- San Gregorio VII
- Santa Maria Mediatrice
- Sant'Ambrogio all'Aurelio
- San Giuseppe Cottolengo
- Santa Maria della Provvidenza a Valle Aurelia
- Santa Maria Immacolata di Lourdes a Boccea
- San Leone a Boccea
- Santi Protomartiri Romani
- Santa Caterina Martire

## Bilder
| - Santa Maria delle Grazie alle Fornaci. - San Pio V. - Santa Maria del Riposo. - San Gregorio VII. - Santa Maria Immacolata di Lourdes. |